# 245
245 (CCXLV) je bilo navadno leto, ki se je po julijanskem koledarju začelo na sredo.

## Dogodki
- 1. januar

## Rojstva
- Dioklecijan, rimski cesar, († 316)